# Microtus kermanensis
Microtus kermanensis — вид мишоподібних ссавців з родини хом'якових.

## Середовище проживання
Ендемік Ірану. Відомий з кількох місць знаходження в південно-східному Ірані на висотах 2500–3500 метрів.

## Назва
Вид названо за назвою провінції Керман